# Deserto di Muyunkum
Il deserto di Muyunkum (kazako: Мойынқұм; russo: Мойынку́м o Муюнкум) è un deserto situato nella regione di Jambyl, nel Kazakistan meridionale. Si estende tra il fiume Chu a nord e i monti Karatau e il Kirghizistan a sud. La sua altitudine varia tra i 300 m nel nord e i 700 m nel sud-est.
Il clima di questo deserto è continentale. Le temperature possono scendere fino a -40 °C in gennaio e salire fino a circa 50 °C in luglio.
Il deserto è noto per i suoi depositi di uranio, estratto nella miniera di South Inkai dalla compagnia Uranium One e in quella di Inkai dalla Cameco. Le miniere di uranio di Tortkuduk e di Muyunkum sono gestite dalla compagnia franco-kazaka KATCO.
Tra le piante più comuni della regione figurano il saxaul, l'astragalo, l'artemisia comune e le ciperacee.